# Вайнруб, Евсей Григорьевич
Евсе́й Григо́рьевич Вайнруб (15 мая 1909, Борисов, Российская империя (ныне Минская область, Белоруссия) — 20 марта 2003, Ашдод, Израиль) — советский военачальник, командир 219-й танковой бригады 1-го механизированного корпуса 2-й гвардейской танковой армии 1-го Белорусского фронта. Герой Советского Союза (1945).

## Биография
Родился 2 (15) мая 1909 Борисов (ныне Минской области) в семье рабочего. Еврей.
Старший брат Героя Советского Союза Матвея Григорьевича Вайнруба.
В 1931 году окончил Московский государственный индустриальный университет. Работал на лесозаводе в Мезенском районе Архангельской области.

### Служба в Красной Армии до Великой Отечественной войны
В Красной Армии с 1937 года.
В том же году окончил курсы военных переводчиков и вступил в ВКП (б).
В 1941 году окончил Военную академию имени М. В. Фрунзе, в 1944 году — Курсы усовершенствования офицерского состава.

### Великая Отечественная война
Участник Великой Отечественной войны с июня 1941 года. Командовал танковой бригадой в составе 3-го механизированного корпуса во время обороны Могилёва.
С 27 декабря 1944 года командовал 219-й танковой бригадой (1-й механизированный корпус, 2-я гвардейская танковая армия, 1-й Белорусский фронт). В январе-феврале 1945 года воины-танкисты бригады подполковника Евсея Григорьевича Вайнруба, участвуя в Висло-Одерской наступательной операции, нанесли противнику большие потери в живой силе и технике, а также отличились в боях при освобождении Польши, в частности города Кутно (19 января 1945 года) в ходе Варшавско-Познанской операции.
Указом Президиума Верховного Совета СССР от 6 апреля 1945 года «за умелое командование бригадой и проявленные мужество и героизм в боях с немецко-фашистскими захватчиками» подполковнику Вайнрубу Евсею Григорьевичу присвоено звание Героя Советского Союза с вручением ордена Ленина и медали «Золотая Звезда» (№ 4569).
На заключительном этапе войны танковая бригада подполковника Евсея Григорьевича Вайнруба отличилась в ходе Берлинской операции, участвуя во взятии столицы гитлеровской Германии города Берлина, в связи с чем приказом Верховного главнокомандующего И. В. Сталина 219-й танковой бригаде присвоено почётное наименование «Берлинская».

### После войны
В 1950 году Евсей Григорьевич Вайнруб окончил академические курсы усовершенствования офицерского состава.
С 1955 года полковник танковых войск Евсей Григорьевич Вайнруб — в запасе, а затем в отставке.
Жил и работал в столице Белоруссии — городе-герое Минске, главный механик Министерства лесной промышленности Белорусской ССР, старший инженер-конструктор автомобильного завода.
Выйдя на заслуженный отдых, в январе 1995 года эмигрировал в Израиль.
Скончался 20 марта 2003 года в израильском городе Ашдод, и похоронен в городе Петах-Тиква на кладбище Сгула.

## Память

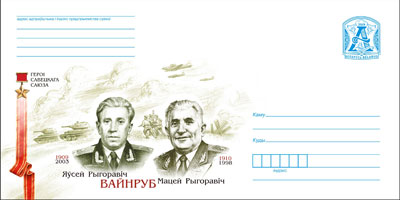
Герои Советского Союза Евсей Григорьевич (1909—2003) и Матвей Григорьевич (1910—1998) Вайнрубы

- Мемориальный камень в центре «Парка Победы» города Ашдод (Израиль) с надписью «Памяти Героя Советского Союза Вайнруба Евсея. 1909—2003» (установлен 23 октября 2003 года).
- 5 мая 2013 года в городе Ашдоде (Израиль) открыт памятник двум родным братьям — танкистам, евреям, Героям Советского Союза Матвею Григорьевичу и Евсею Григорьевичу Вайнрубам[2].
- В городе Борисов именем братьев Вайнрубов названа улица.

## Награды
- Медаль «Золотая Звезда» Героя Советского Союза № 4569 (6 апреля 1945 года)
- Орден Ленина
- Два Ордена Красного Знамени
- Орден Кутузова 2-й степени
- Орден Отечественной войны 1-й степени
- Орден Красной Звезды
- медали
- Почётный гражданин города Борисов (Белоруссия).
- Почётный гражданин Борисовского района Белоруссии.

## Сочинения
- Танк на пьедестале. — Минск, 1979.
- Курганы боевой славы. — Минск, 1981.